# TV Red
TV Red (chaîne 11), est une chaîne de télévision nicaraguayenne.